# DScaler
DScaler是一個開源的電視顯示軟件，容許用戶在多個作業系統上透過电视卡來收看電視節目。
从4.1.17版本开始，Direct3D输出和Windows Vista x64在测试版本中支持。

## 外部連結
- DScaler網站（页面存档备份，存于）